# Robert Wolfgang Schnell

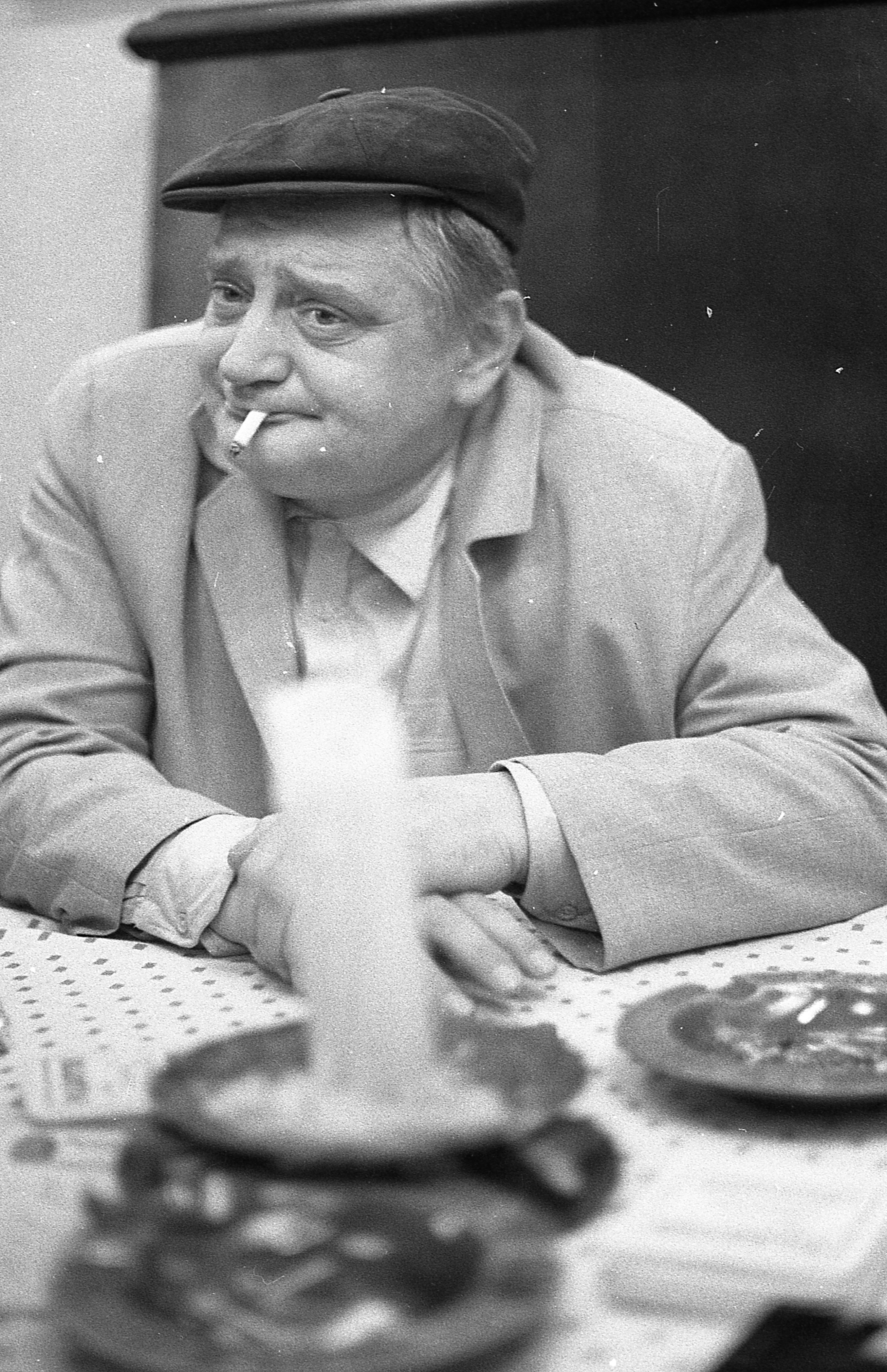
Robert Wolfgang Schnell, 1974 Foto von Dietmar Bührer

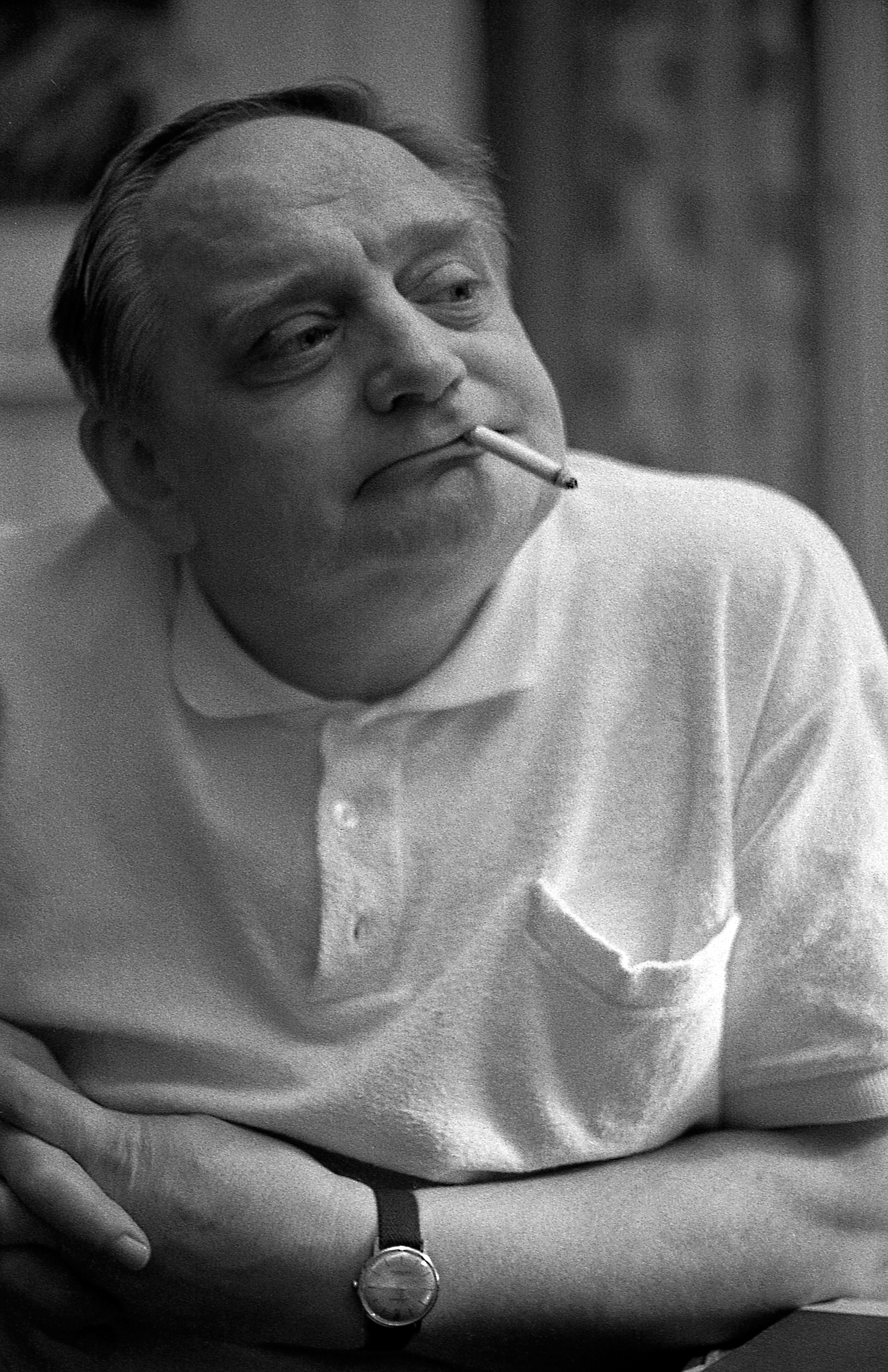
Robert Wolfgang Schnell 2, 1974

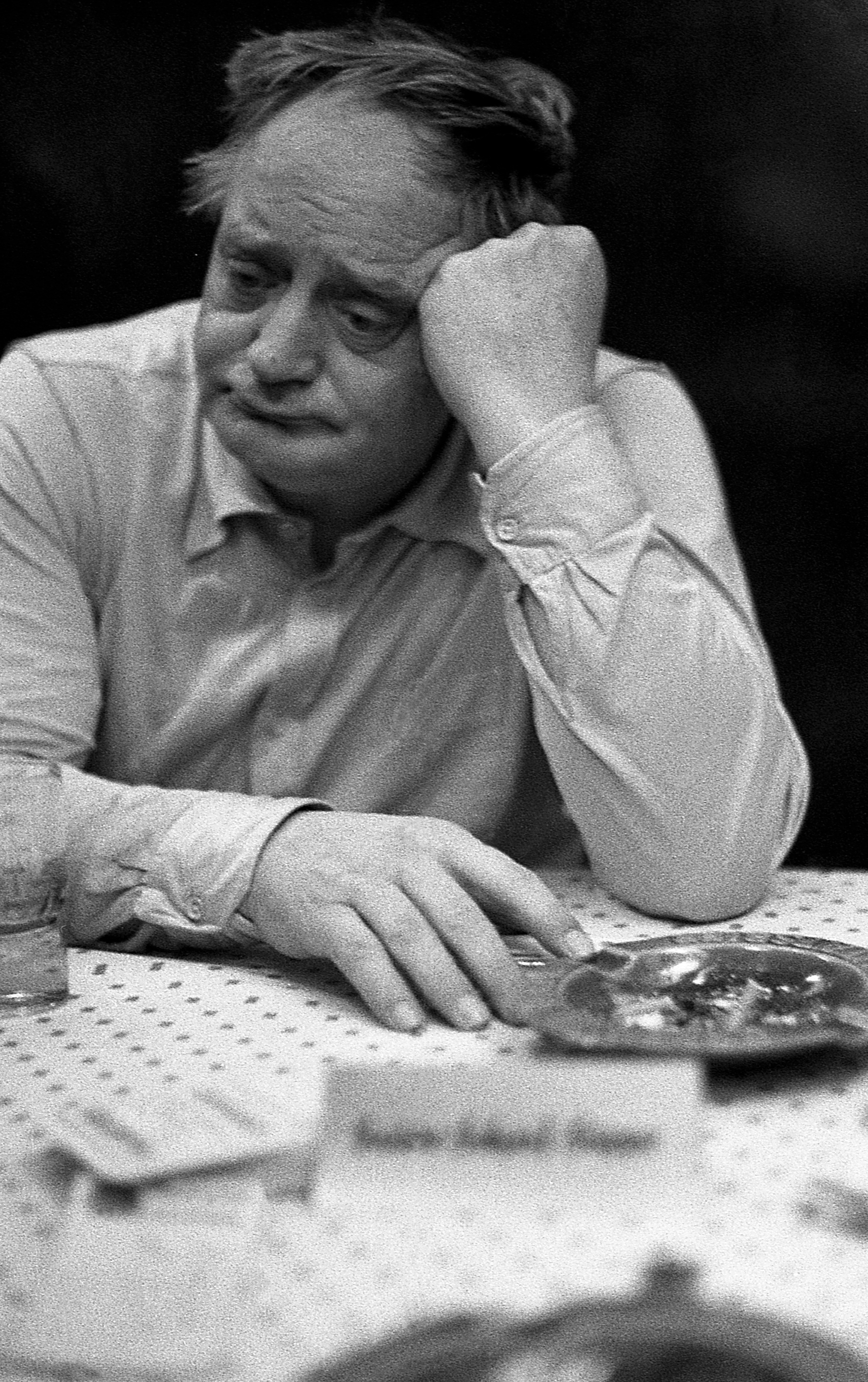
Robert Wolfgang Schnell 3, 1974

Robert Wolfgang Schnell (* 8. März 1916 in Barmen (heute zu Wuppertal); † 1. August 1986 in Berlin) war ein deutscher Schriftsteller (auch Regisseur, Schauspieler und Maler).

## Leben

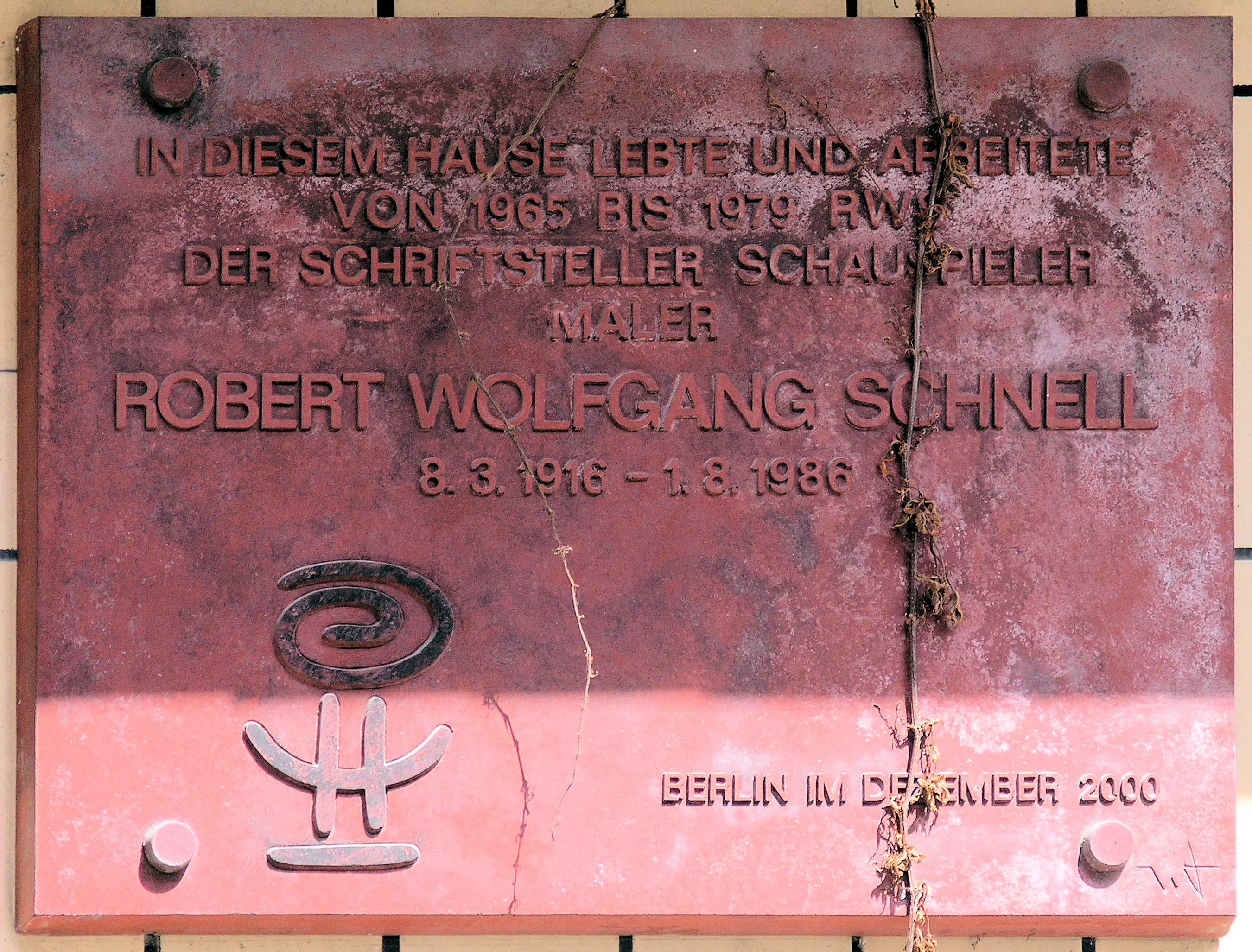
Gedenktafel am Haus Behaimstraße 10 in Berlin-Charlottenburg

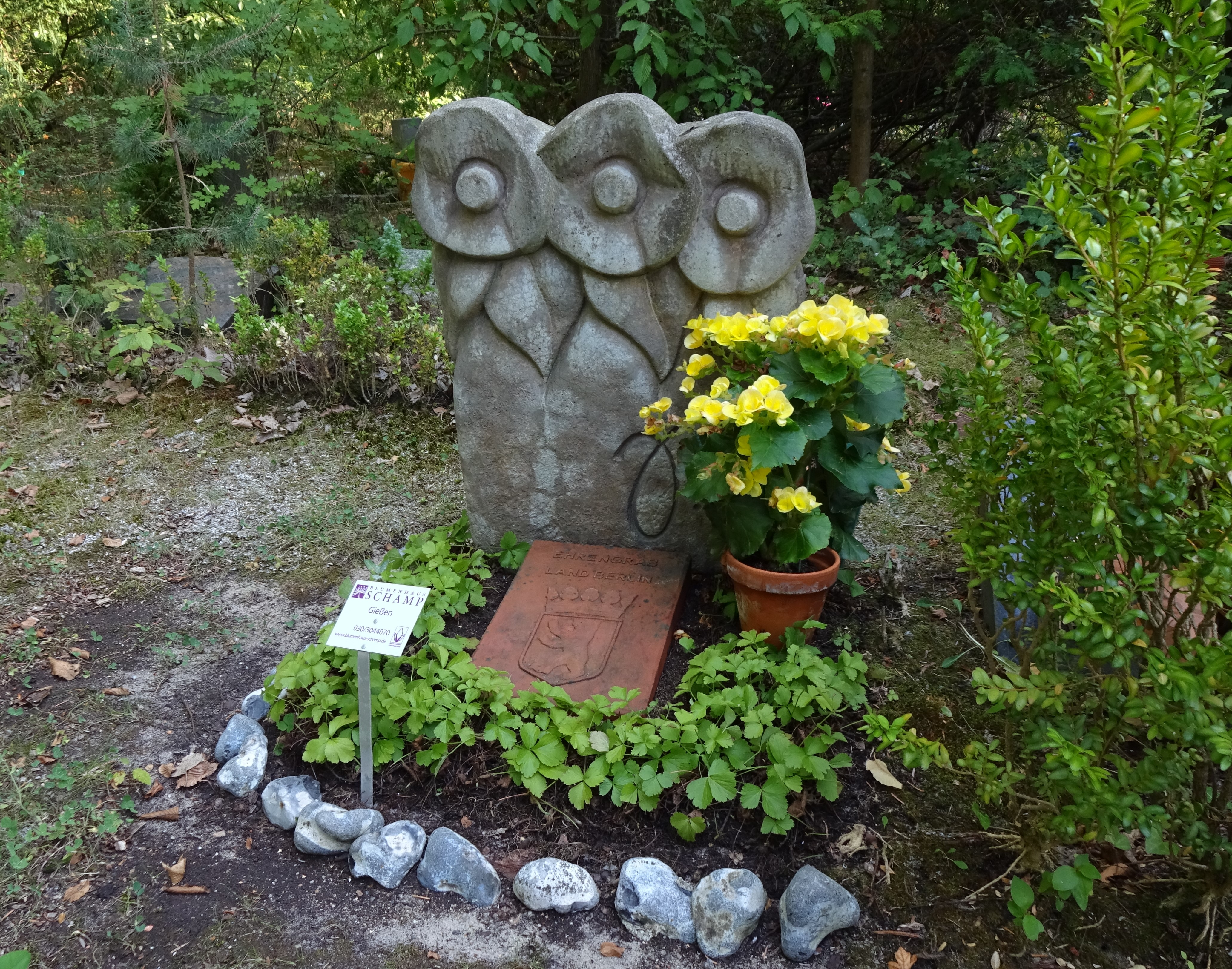
Robert Wolfgang Schnells Grabstein auf dem Friedhof Ruhleben (zur Zeit Ehrengrab)

Robert Wolfgang Schnell kam aus einer bürgerlichen Familie. Der Vater war Bankangestellter, die Großväter waren Kaufleute. Schnell studierte als Gasthörer Musik und bildete sich autodidaktisch zum Maler. 1937 bemühte er sich um die Aufnahme in die Reichskammer der bildenden Künste. Seine zwei Anträge wurden beide abgelehnt, was einem Berufsverbot gleichkam. Schnell zog daraufhin nach Mülheim/Ruhr, wo er als Hilfsarbeiter bei den Deutschen Röhrenwerken arbeitete. Es gelang ihm 1941, als Inspizient am Landestheater in Schneidemühl eingestellt zu werden und von dort an das „Deutsche Theater in den Niederlanden“ in dem von deutschen Truppen besetzten Den Haag zu wechseln, wo er seine erste Oper inszenierte. Im November 1944 einberufen, desertierte er schon im Januar 1945 zu den britischen Truppen.
Nach dem Ende des NS-Regimes trat Schnell der KPD bei, in der er bis zu deren Verbot 1956 blieb. Mit seinen Freunden Willy Wenderoth und Ferdinand Röntgen eröffnete er im Januar 1946 die „Ruhrkammerspiele Witten“. Sein Versuch als Theaterleiter, aus der Erfahrung des NS-Regimes heraus ein politisches, antifaschistisches Theater zu machen, schlug fehl. Seine nicht erfolgreiche Inszenierung von Georg Büchners „Leonce und Lena“ an den städtischen Bühnen in Düsseldorf Anfang 1947 wurde jedoch zur Zwischenstation auf dem Weg an das Deutsche Theater in Berlin (Ost), wohin ihn 1947 Wolfgang Langhoff holte und wo er als Regisseur arbeitete. Seit 1949 lebte Schnell in West-Berlin.
In den folgenden Jahren übte er verschiedene Tätigkeiten aus, unter anderem war er Mitarbeiter der satirischen Zeitschrift Ulenspiegel. 1959 gründete er mit Günter Bruno Fuchs, einem über das Verbot hinaus Mitglied in der KPD gebliebenen Freund, dem Maler Sigurd Kuschnerus und Günter Anlauf die in Berlin-Kreuzberg ansässige Hinterhof-Galerie „zinke“, die bis 1962 bestand. Im Neuen Friedrichshagener Dichterkreis war er Ehrenmitglied. Darüber hinaus war er als Gründungsmitglied der Neuen Gesellschaft für Literatur (NGL) in ihr erstes Präsidium gewählt worden, das vom 27. April 1973 bis zur ersten ordentlichen Mitgliederversammlung der NGL am 29. Oktober 1973 tätig war.
Robert Wolfgang Schnell war als Schriftsteller in erster Linie Verfasser konventionell-realistisch erzählter Romane und Erzählungen, in denen vorzugsweise „kleine Leute“ und Außenseiter in ihrem Westberliner Milieu geschildert werden, das für den Autor einen Gegenentwurf zur kritisierten Gegenwartsgesellschaft bildet. Schnell, der Mitglied im P.E.N.-Zentrum Deutschland war, erhielt 1970 den Eduard von der Heydt-Kulturpreis der Stadt Wuppertal. Bundesweit bekannt wurde er 1978 durch seine Gastrolle als Hafenpastor in der Fernsehserie MS Franziska.
Er ist der Vater des Filmemachers Reinald Schnell. Bis zu seinem Tod lebte Schnell als freier Schriftsteller, Maler und Schauspieler in Berlin-Charlottenburg.
Seine letzte Ruhe fand er in einem Ehrengrab der Stadt Berlin auf dem landeseigenen Friedhof Ruhleben im Feld XXIV-192.

## Schriften
- Wahre Wiedergabe der Welt. Lama, München 1961 (=Bücherei Tintenfisch Band 3)
- Mief, Erzählungen. Luchterhand, Neuwied am Rhein und Berlin 1963  (1969 als Sonderausgabe bei Luchterhand mit dem Titel Die Farce von den Riesenbrüsten)
- Geisterbahn, Ein Nachschlüssel zum Berliner Leben. Neuwied am Rhein / Berlin 1964  (1973 als Taschenbuch in der Sammlung Luchterhand 135)
- Muzes Flöte, Gedichte – Erzählungen – Zeichnungen. Luchterhand, Neuwied am Rhein / Berlin 1966  (1968 auch als Fischer Taschenbuch 944)
- Erziehung durch Dienstmädchen. Luchterhand, Neuwied am Rhein / Berlin 1968  (1978 als Taschenbuch in der Sammlung Luchterhand 180)
- Das Leben ist gesichert. Frankfurt a. M. [u. a.] 1968
- Bonko, Ein Bilderbuch für Kinder. Middelhauve, Köln 1969 (zusammen mit Józef Wilkoń)
- Pulle und Pummi, Ein Roman für Kinder. Middelhauve, Köln 1969 (= Middelhauve Kinderbücherei 5), 1972 als dtv 7049 und 1995 als Fischer Taschenbuch 80075
- Junggesellen-Weihnacht, Erzählungen. Luchterhand, Neuwied am Rhein / Berlin 1970
- Ein Eisbär in Berlin. Berlin 1973
- Das verwandelte Testament, (Erzählungen). Hammer, Wuppertal 1973
- Vier Väter, (mit Zeichnungen des Autors). Eremiten, Düsseldorf 1973, ISBN 3-87365-045-2 (= Broschur 47)
- Des Försters tolle Uhr, Ein Roman für Kinder. Fackelträger, Hannover 1974
- Holger wohnt im Zoo, Ein Roman für Kinder. Middelhauve, Köln 1974 (= Middelhauve Kinderbücherei 10) 1979 als DTV-Taschenbuch 7369
- Eine Tüte Himbeerbonbons, Geschichten. Luchterhand, Darmstadt / Neuwied am Rhein 1976, ISBN 3-472-61208-8 (= Sammlung Luchterhand 208)
- Die heitere Freiheit und Gleichheit, Vier Geschichten von der festen Bindung. Wagenbach, Berlin 1978, ISBN 3-8031-0095-X (= Quartheft 95)
- Rede zur Eröffnung der neuen Buchhandlung Hoffmann. Hoffmann, Eutin 1978 (= Privatdruck)
- Straßenbahn und Kuckucksuhr, Erzählungen. Eulenspiegel, Berlin (DDR) 1979
- Triangel eines Fleischers, (Bayreuther Tage). LCB-Edition, Berlin 1981, ISBN 3-920392-74-4 (= LCB-Editionen 64)
- Sind die Bären glücklicher geworden? Fünfzehn Autobiographien. Wagenbach, Berlin 1983, ISBN 3-8031-2098-5 (= Wagenbachs Taschenbücherei 98)
- Der Weg einer Pastorin ins Bordell, Erzählungen. Luchterhand, Darmstadt / Neuwied am Rhein 1984, ISBN 3-472-86589-X
- Der Wagen mit dem Flaschenbier. Polyphem, Berlin 1986

### Übersetzungen
- Leo Lionni: Alexander und die Aufziehmaus, Köln 1971
- Leo Lionni: Das größte Haus der Welt, Köln 1969
- Leo Lionni: Im Kaninchengarten, Köln 1976

### Schriften in Einzelausgaben
Herausgegeben von Michael Fisch:
- Band 1: Wahre Wiedergabe der Welt. Gesammelte Erzählungen I (1961–1963) / (noch nicht erschienen).
- Band 2: Geisterbahn. Ein Nachschlüssel zum Berliner Leben. Roman (1964) / (noch nicht erschienen).
- Band 3: Das Leben ist gesichert. Gesammelte Erzählungen II (1964–1969) / (noch nicht erschienen).
- Band 4: Erziehung durch Dienstmädchen. Roman (1968). Berlin 2005, ISBN 3-936324-18-2.
- Band 5: Erschliessung der Wirklichkeit. Ausgewählte Gedichte (aus dem Nachlass). Berlin 2006, ISBN 3-936324-19-0.
- Band 6: Drei Männer im Feuer. Gesammelte Erzählungen III (1970–1986) / (noch nicht erschienen).
- Band 7: Pulle und Pummi. Fünf Romane für Kinder (1969–1974) / (noch nicht erschienen).
- Band 8: Gesammelte Briefe (1946–1986). / (noch nicht erschienen).
- Band 9: Dokumente zum Leben (1946–1986.) / (noch nicht erschienen).
- Band 10: Das Leben des Heiligen Hermann Katz. Roman (aus dem Nachlass). Berlin 2006, ISBN 3-936324-97-2.

## Filmographie
- Die Auster und die Perle (1961; Regie)
- Am Siel (1961/62; Sprecher, Kommentar)
- Der Rosenstock (1962; Regie)
- Algerische Partisanen (1962; Kommentar)
- Rheinstrom (1962; Sprecher, Kommentar)
- Ein Arbeiterclub in Sheffield (1965; Sprecher)
- Blinker (1968/69; Darsteller)
- Taxi für Herrn Skarwannek (1968/69; Darsteller)
- Das Stundenhotel von St. Pauli (1970; Darsteller)
- Der trojanische Sessel (1971; Drehbuch)
- Pulle + Pummi (1972; Vorlage)
- Ein fröhliches Dasein (ZDF 1974; Darsteller, Drehbuch)
- Erziehung durch Dienstmädchen (1974; Vorlage)
- Kommissariat 9 (Serie, ARD 1975; Darsteller)
- Um zwei Erfahrungen reicher (ZDF 1976; Darsteller, Drehbuch)
- Prozeß Medusa (1976; Darsteller)
- Der lange Weg der Freiheit (ZDF 1977; Darsteller, Drehbuch)
- MS Franziska (Serie 1977/78; Darsteller)
- Rosenmontag ist kein Feiertag (ZDF 1978; Drehbuch, Darsteller)
- Achtung Zoll! (ARD 1980; Drehbuch, Darsteller)

## Sekundärliteratur
- Robert Wolfgang Schnell: Maler, Schriftsteller, Schauspieler. Edition Berlin 750, Berlin 1984
- Robert Wolfgang Schnell zum siebzigsten Geburtstag, Herausgegeben von seinen Freunden. Verlag schwarz auf weiss, Barmen / Bayreuth / Berlin 1986
- Jörg Aufenanger: Gedenken an den Poeten bei Erbsensuppe und Bier. In: Wuppertaler Zeitung, 20. Dezember 2000.
- Michael Fisch: Bibliographie Robert Wolfgang Schnell. Bielefeld 1999, ISBN 3-89528-262-6 (=Bibliographien zur deutschen Literaturgeschichte, Band 9)
- Hans Albrecht Koch: Bibliographie Robert Wolfgang Schnell. In: Informationsmittel für Bibliotheken 8 (2000) S. 1–4
- Bernt Ture von zur Mühlen: Bibliographien im Aisthesis Verlag: Brinkmann, Heißenbüttel, Piontek und Schnell. In: Börsenblatt für den Deutschen Buchhandel 34, 27. April 2001, S. 247.
- Michael Fisch: Autorenporträt. In: Thomas Kraft (Hrsg.): Lexikon der deutschsprachigen Gegenwartsliteratur. Nymphenburger, München 2003, ISBN 3-485-00989-X, S. 1135–1137
- Ralph Gerstenberg: Von der Wupper an die Spree. Ein Berliner Verlag entdeckt die Bücher von Robert Wolfgang Schnell wieder – pünktlich zu seinem 20. Todestag. In: tip, Nr. 16/2006, S. 67
- Ralph Gerstenberg: Boheme und Klassenkampf – Der Schriftsteller Robert Wolfgang Schnell, Interview mit dem Herausgeber Michael Fisch über Leben und Werk von Robert Wolfgang Schnell. In: Deutschlandfunk am 1. August 2006
- Ralph Gerstenberg: Robert Wolfgang Schnell: Das Leben des Heiligen Hermann Katz – Dritter Band der Werkausgabe. In: Deutschlandfunk am 8. August 2006
- Andreas Schäfer: Denken, schreiben, trinken – Wie die Boheme nach Kreuzberg fand. In: Tagesspiegel, 6. August 2006, S. 27.
- Ole Petras: An den Denkmälern der Zeit – Zu Robert Wolfgang Schnells Gedichtband Erschließung der Wirklichkeit. In: literaturkritik.de 4 (April) 2007 (Online-Ausgabe)
- Uwe Eckhardt: Der Schriftsteller und Maler Robert Wolfgang Schnell (1916–1986) und seine Heimatstadt Wuppertal. Anmerkungen und Materialien. In: Geschichte im Wuppertal, 21 (2012), S. 91–110.